# Windows Boot Manager
Windows Boot Manager (BOOTMGR) je zavaděč operačního systému od firmy Microsoft pro verze Windows NT počínaje Windows Vista a Windows Server 2008. Zavaděč je prvním programem, který je spuštěn po ukončení BIOSu nebo UEFI a jeho úkolem je načtení systému Windows. Je nástupcem zavaděče NTLDR ve starších verzích Windows NT.
Boot sektor nebo UEFI načte Windows Boot Manager (soubor s názvem BOOTMGR v systémovém nebo spouštěcím oddílu), zpřístupní BCD (Boot Configuration Data) a použije tyto informace k načtení operačního systému pomocí programu winload.exe nebo winresume.exe (v systémech BIOS) a winload.efi nebo winresume.efi (v systémech UEFI).

## Spouštění
V systému používajícím BIOS je při startu spuštěn zavaděč v MBR na pevného disku. Zavaděč v MBR najde aktivní oddíl a z něj spustí zavaděč v boot sektoru (Volume boot record, VBR), který je už specifický pro konkrétní operační systém. VBR se pokusí najít a spustit Windows Boot Manager (tj. soubor bootmgr z aktivního oddílu). Této posloupnosti, kdy jeden kód načítá další a ten následně spustí, se říká zřetězené zavádění (anglicky chain loading).
Na systémech s firmwarem UEFI je při spouštění vyvolán bootmgfw.efi ze systémového oddílu EFI a ten následně spustí Windows Boot Manager (bootmgr) ze systémového oddílu.